# 多萝西·劳登
多萝西·劳登（英語：Dorothy Loudon，1925年9月17日—2003年11月15日），女，美国演员。曾获得托尼奖最佳音乐剧女主角。